# Casa de Bourbon-Duas Sicílias
A Casa de Bourbon-Duas Sicílias é o ramo italiano da Casa de Bourbon. Assim sendo, é descendente da dinastia capetiana através da linhagem masculina. O nome vem da junção do nome de sua casa originária e a do reino que era soberana, o Reino das Duas Sicílias, por sua vez uma junção dos reinos de Nápoles e Sicília. Seu primeiro rei foi Carlos VII de Nápoles & V da Sicília. O reino deixou de existir quando foi conquistado em 1861 pelo Reino da Sardenha, logo depois tornando-se parte do Reino de Itália. Atualmente, a soberania da casa é disputada entre as linhagens Napolitana e Espanhola, lideradas respectivamente pelos príncipes Carlos, Duque de Castro, e Pedro, Duque de Calabria.
O nome "Bourbon-Duas Sicílias" (às vezes abreviado para "Bourbon-Sicília") combina a patrilinha (Bourbon) com sua antiga designação territorial (Duas Sicílias).

## História

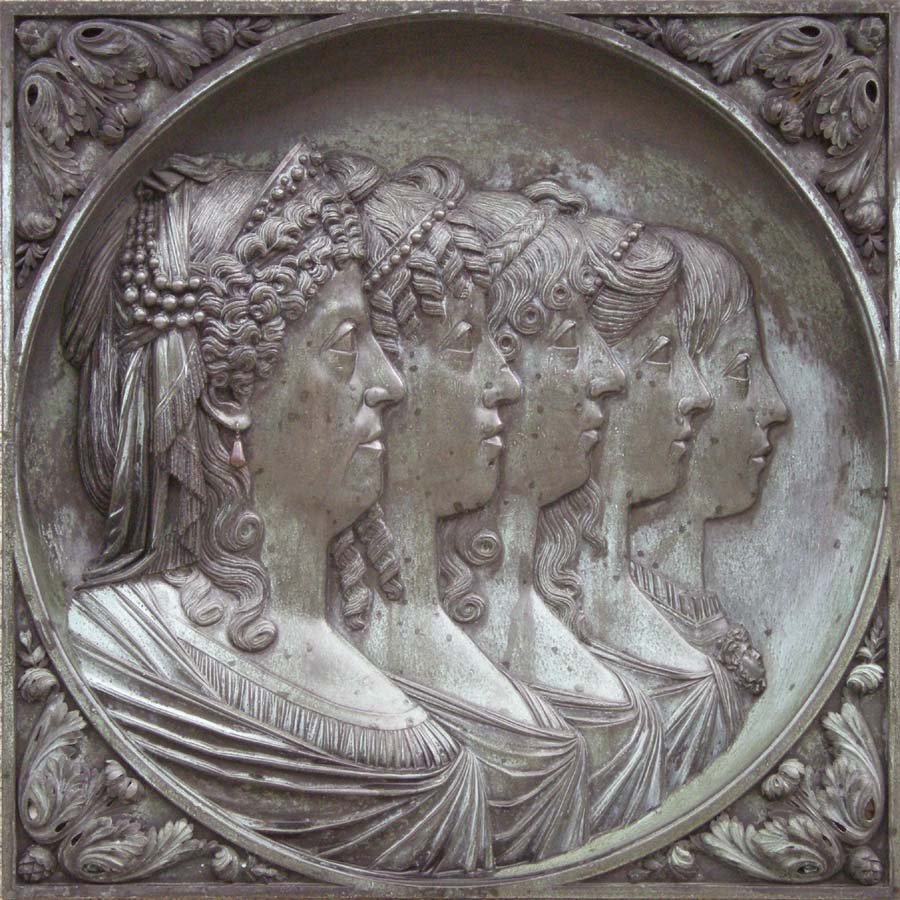
Familia da rainha Maria Carolina esposa do rei Fernando I

A Casa de Bourbon-Duas Sicílias descendia do ramo espanhol da Casa Capetiana de Bourbon. Criado pelo rei Fernando I das Duas Sicílias (também conhecido como Fernando III da Sicília e Fernando IV de Nápoles), foi verdadeiramente fundado após a reunificação do Reino das Duas Sicílias em 1816. Antes de Fernando I, dois outros membros da Casa de Bourbon, no entanto, reinaram sobre a região: os reis Filipe V de Espanha (como Filipe IV da Sicília e Filipe V de Nápoles entre 1700 e 1713 ) e Carlos III de Espanha (como Carlos VII entre 1734 e 1759 ).
A Casa deu cinco soberanos ao sul da Itália, bem como vários soberanos consirtes à Espanha, Áustria, Brasil, França ou norte da Itália. Destronada em 1861 pela Expedição dos Mil, a casa continuou a unir-se às dinastias católicas através de frequentes uniões matrimoniais.
Desde 1960 e com a morte do pretendente Fernando Pio de Bourbon-Duas Sicílias, a antiga casa real foi dividida em dois ramos rivais: o mais velho, cujo chefe, Pedro de Bourbon-Duas Sicílias, tem o título de cortesia de Duque da Calábria, e o mais jovem, cujo líder, Carlos de Bourbon-Duas Sicílias (nascido em 1963), tem o título de cortesia de duque de Castro.
Por ocasião do casamento, no início do século passado, do príncipe Carlos de Bourbon-Duas Sicílias, avô de Pedro de Bourbon com a Infanta Mercedes, irmã mais velha do rei Afonso XIII de Espanha, este ramo da família, que se tornou o ramo mais antigo após a morte do príncipe Fernando Pio, foi (de acordo com o ramo mais jovem) definitivamente excluído do sucessão à coroa das Duas Sicílias pela escritura de renúncia assinada perante um notário em Cannes em 14 de novembro de 1900. O príncipe Carlos invocou em apoio a esta renúncia "as leis, constituições e costumes da família, em aplicação da Pragmática Sanção do Rei Carlos  III" adotada em 6 de outubro de 1759 que proíbe o herdeiro da Coroa das Duas Sicílias de se inscrever na ordem dinástica da coroa da Espanha. Nesta ocasião, o príncipe abandonou o sobrenome de Bourbon-Duas Sicílias para escolher o de Borbón y Borbón e foi feito Infante de Espanha poucos dias antes deste casamento. Mas o nascimento do Príncipe das Astúrias, filho mais velho de Afonso XIII em 1907, (segundo o ramo mais velho) tornou esta renúncia desnecessária e obsoleta.
Com a morte do príncipe Carlos de Bourbon (1938-2015), seu filho, Pedro de Bourbon, reivindicou, como seu pai e avô antes dele, a qualidade de chefe da casa de Bourbon-Duas Sicílias. Esta pretensão foi imediatamente contestada pelo seu primo, Carlos de Bourbon-Duas Sicílias, que, entretanto, reiterou a sua pretensão à qualidade de único chefe da casa e grão-mestre das Ordens.